# Miconia globulifera
Miconia globulifera är en tvåhjärtbladig växtart som beskrevs av Charles Victor Naudin. Miconia globulifera ingår i släktet Miconia och familjen Melastomataceae. Inga underarter finns listade i Catalogue of Life.